# Gabriel Sayaogo
Gabriel Sayaogo (ur. 9 stycznia 1962 w Niességa) – burkiński duchowny rzymskokatolicki, od 2020 arcybiskup Koupéla.

## Życiorys
Święcenia kapłańskie przyjął 13 lipca 1991 i został inkardynowany do diecezji Ouahigouya. Był m.in. wikariuszem i proboszczem parafii katedralnej, wykładowcą seminarium w Koumi oraz wikariuszem generalnym diecezji.
28 grudnia 2010 został prekonizowany biskupem diecezji Manga, zaś 30 kwietnia 2011 przyjął sakrę biskupią z rąk abp. Vito Rallo. W czerwcu 2019 został wybrany wiceprzewodniczącym burkińsko-nigerskiej Konferencji Episkopatu.
7 grudnia 2019 otrzymał nominację na arcybiskupa Koupéli. Ingres odbył 18 stycznia 2020.